# Hlubočany
Hlubočany (německy: Hobitschau) jsou obcí ležící v Jihomoravském kraji v jižní části okresu Vyškov. Žije zde 546 obyvatel. Nachází se 5 km jižně od města Vyškov u silnice z Vyškova do Bučovic v nadmořské výšce 265 m n. m. Součástí obce je i vesnice Terešov. Obec se rozkládá podél protáhlé návsi, kterou ovlivňuje protékající potok přitékající od Manerova, ústící cca 2 km pod obcí do Rostěnického potoka. Východním směrem nedaleko Hlubočan se zvedají zalesněné stráně kopců Orlovické vrchoviny.
První písemná zmínka o obci pochází z roku 1141. Již od středověku byla oblast kolem obce kolonizačním centrem na Vyškovsku. Nachází se zde kaple svatého Floriána stojící na místě původní rotundové kaple, dále se dochovalo několik domů, jež představují hanáckou lidovou architekturu 19. století. Obec Hlubočany byla až do druhé světové války součástí německého ostrůvku v okrese Vyškov. Po válce byli Němci z Hlubočan vystěhováni a obec byla nově osídlena českými rodinami. Dnes je součástí mikroregionu Větrník. V Hlubočanech je několik podnikatelských subjektů zaměřených převážně na obchod, stavebnictví a zemědělství.

## Historie

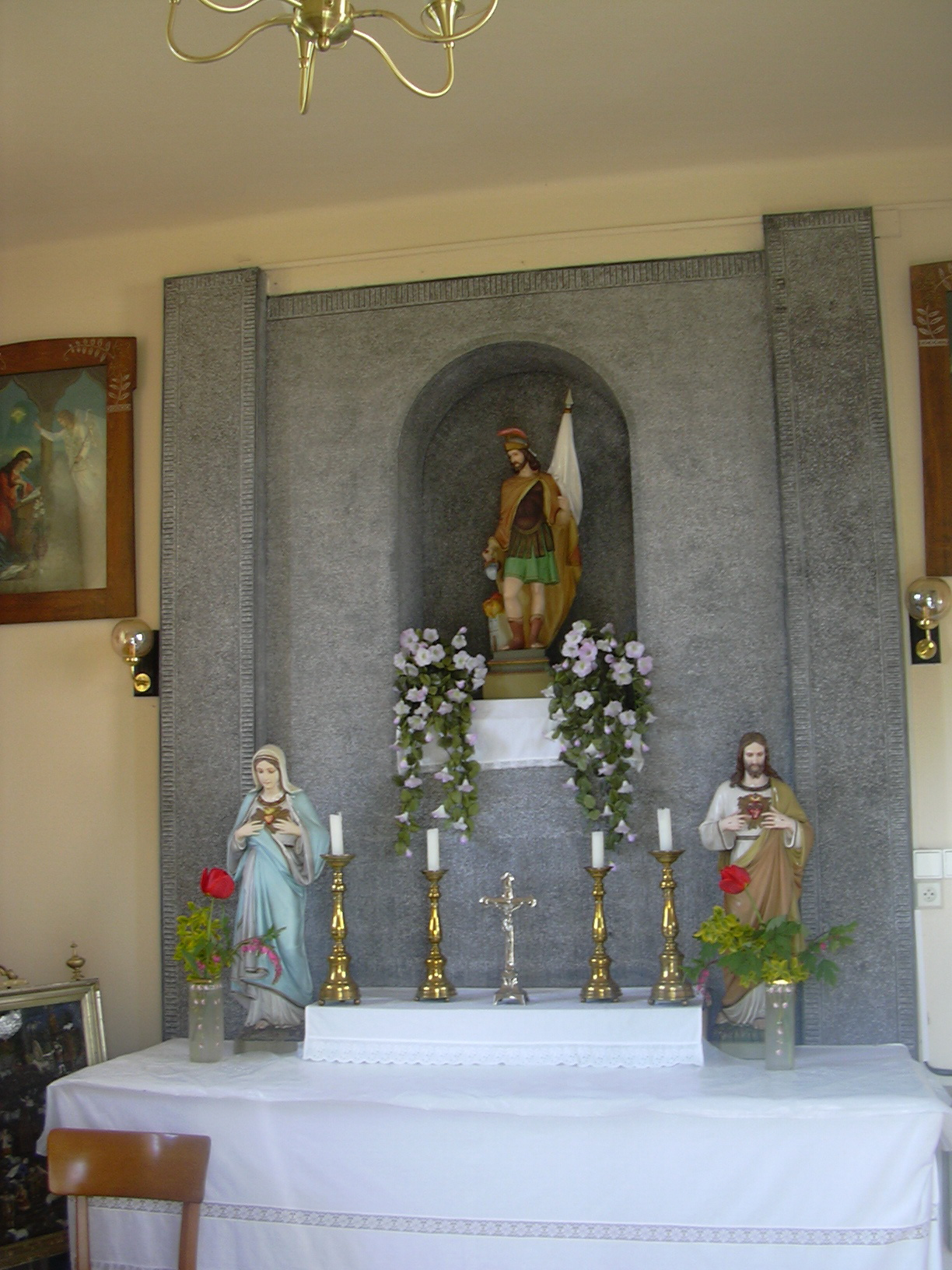
Interiér kaple sv. Floriána

Název obce vznikl podle hluboce zaříznutého údolí potoka. První písemná zmínka pochází z roku 1141, kdy olomoucký kostel držel v Hlubočanech dvě popluží. Obec Hlubočany kolonizovali Němci již v průběhu první poloviny 13. století. Tehdy obec patřila patrně pánům z Obřan. Po vymření rodu byla obec v majetku Jindřicha z Lipého. Ten roku 1325 daroval Hlubočany klášteru Králové na Starém Brně. Obec velmi utrpěla během třicetileté války, kdy ze 47 usedlostí jich 13 zůstalo úplně pustých. V majetku kláštera Králové zůstaly Hlubočany až do roku 1716, tedy po necelých 400 let. Následně představení kláštera prodali velkostatek Bernartu Antonínovi Bravantskému z Chobřan. Roku 1722 nový majitel zemřel a velkostatek po něm zdědila vdova Johanka a pět jejích dcer.
V roce 1753 byla obec v držení jedné z dcer B. A. Bravantského, Kateřiny svobodné paní d'Alba. Ta již velmi zadlužený velkostatek prodala za 45 000 rýnských zlatých Václavu hraběti Kořenskému z Terešova. Děti Václava Kořenského prodaly Hlubočany i Terešov za 52 600 zlatých rýnských Arnoštovi hraběti Blankensteinovi. Po jeho smrti roku 1816 statek připadl jeho synovci Kristiánovi hraběti Blankenstein. Příbuzný Josef hrabě Blankenstein prodal roku 1858 Hlubočany Ernstu Johannu Herringovi, po jehož smrti v roce 1871 dědili na polovinu Viktor a Arnošt pánové Herring-Frankendorf. Viktor prodal roku 1876 díl Maxovi Gomperzovi a díl Juliovi Gomperzovi. Celý velkostatek sloučil ve svých rukou po roce 1909 Dr. Filip rytíř Gomperz. V 18. století byl v obci panský dvůr a převládaly velké statky. V 19. století byly z velkostatku vytvořeny statky zbytkové: Hlubočany (majitel J. Podivínský) a Terešov (majitel J. Hytych).
Až do konce druhé světové války měly Hlubočany i Terešov nadpoloviční německou většinu mezi obyvatelstvem. Během německé okupace se musely české rodiny vystěhovat, jelikož nacisté měli své kolonizační plány s osídlením Moravy a chtěli využít jazykového ostrůvku kolem německého vojenského cvičiště a střelnice. Po válce v roce 1946 bylo původní obyvatelstvo německého původu odsunuto do Německa. Do obce tak byli nastěhováni obyvatelé zničených domů z okolních obcí a vesnic Drahanské vrchoviny. Od konce války byla obec Hlubočany již s čistě českým obyvatelstvem. Od roku 1976 do roku 1990 byly Hlubočany přičleněny pod obec Kučerov, v současnosti jsou samostatnou obcí s vlastním obecním úřadem.

## Obyvatelstvo

### Struktura

Věková struktura obyvatel obce Hlubočany roku 2011

V obci k počátku roku 2016 žilo celkem 493 obyvatel. Z nich bylo 249 mužů a 244 žen. Průměrný věk obyvatel obce dosahoval 41,9 let. Dle Sčítání lidu, domů a bytů, provedeného v roce 2011, žilo v obci 490 lidí. Nejvíce z nich bylo (16,3 %) obyvatel ve věku od 50 do 59 let. Děti do 14 let věku tvořily 15,9 % obyvatel a senioři nad 70 let úhrnem 7,3 %. Z celkem 412 občanů obce starších 15 let mělo vzdělání 45,6 % střední vč. vyučení (bez maturity). Počet vysokoškoláků dosahoval 8,3 % a bez vzdělání bylo naopak 0 % obyvatel. Z cenzu dále vyplývá, že ve městě žilo 235 ekonomicky aktivních občanů. Celkem 91,1 % z nich se řadilo mezi zaměstnané, z nichž 76,2 % patřilo mezi zaměstnance, 2,6 % k zaměstnavatelům a zbytek pracoval na vlastní účet. Oproti tomu celých 49,2 % občanů nebylo ekonomicky aktivní (to jsou například nepracující důchodci či žáci, studenti nebo učni) a zbytek svou ekonomickou aktivitu uvést nechtěl. Úhrnem 252 obyvatel obce (což je 51,4 %), se hlásilo k české národnosti. Dále 102 obyvatel bylo Moravanů a 4 Slováků. Celých 114 obyvatel obce však svou národnost neuvedlo.
Vývoj počtu obyvatel za celou obec i za jeho jednotlivé části uvádí tabulka níže, ve které se zobrazuje i příslušnost jednotlivých částí k obci či následné odtržení.
| Místní části (rok přičlenění k obci) | Místní části (rok přičlenění k obci) | 1869 | 1880 | 1890 | 1900 | 1910 | 1921 | 1930 | 1950 | 1961 | 1970 | 1980 | 1991 | 2001 | 2011 |
| ------------------------------------ | ------------------------------------ | ---- | ---- | ---- | ---- | ---- | ---- | ---- | ---- | ---- | ---- | ---- | ---- | ---- | ---- |
| Počet obyvatel                       | část Hlubočany                       | 472  | 480  | 518  | 569  | 635  | 608  | 623  | 536  | 574  | 538  | 495  | 452  | 435  | 443  |
| Počet obyvatel                       | část Terešov                         | 101  | 120  | 114  | 132  | 138  | 138  | 125  | 110  | 114  | 88   | 63   | 37   | 41   | 47   |
| Počet obyvatel                       | celá obec                            | 573  | 600  | 632  | 701  | 773  | 746  | 748  | 646  | 688  | 626  | 558  | 489  | 476  | 490  |
| Počet domů                           | část Hlubočany                       | 90   | 98   | 102  | 112  | 117  | 121  | 137  | 123  | 146  | 114  | 115  | 137  | 140  | 143  |
| Počet domů                           | část Terešov                         | 28   | 30   | 32   | 33   | 34   | 35   | 36   | 34   | –    | 30   | 27   | 33   | 34   | 34   |
| Počet domů                           | celá obec                            | 118  | 128  | 134  | 145  | 151  | 156  | 173  | 157  | 146  | 144  | 142  | 170  | 174  | 177  |

### Náboženský život
Obec je sídlem římskokatolické farnosti Kučerov. Ta je součástí slavkovského děkanství – Brněnské diecéze v Moravské provincii. Při censu prováděném v roce 2011 se 108 obyvatel obce (22 %) označilo za věřící. Z tohoto počtu se 82 hlásilo k církvi či náboženské obci, a sice 60 obyvatel k římskokatolické církvi (12 % ze všech obyvatel obce), dále 1 k pravoslavné a 2 k Církvi československé husitské. Úhrnem 179 obyvatel se označilo bez náboženské víry a 203 lidí odmítlo na otázku své náboženské víry odpovědět.

## Obecní správa a politika
Obec je součástí Jihomoravského kraje a svou polohou náleží k okresu Vyškov. V místních volbách je voleno 9 členů obecního zastupitelstva, kteří poté ze svých řad vybírají pětičlennou obecní radu, která je ze své činnosti odpovědná celému obecnímu zastupitelstvu. Obecní rada pak dále volí ze svého středu jednoho starostu a místostarostu. Při volbách do obecního zastupitelstva na funkční období 2006–2010 ve dnech 20. a 21. října 2006 byla v Hlubočanech volební účast 79,35 % s následujícími výsledky (obecní radu později vytvořili zástupci Nezávislých kandidátů, ČSSD a KSČM):
| Volby 2006            | Hlasů | Mandátů |   |
| --------------------- | ----- | ------- | - |
| SNK za Obec Hlubočany | 1528  | 5       | 5 |
| ČSSD                  | 829   | 3       | 3 |
| KSČM                  | 398   | 1       | 1 |

Po komunálních volbách v letech 2010 i 2014 byl starostou zvolen Lubomír Bednařík.

## Školství a kultura
Škola (německá jednotřídka) byla v Hlubočanech založena v roce 1876, česká menšinová obecná škola byla otevřena v roce 1919 a mateřská škola byla zřízena v roce 1952. Dnes je v Hlubočanech škola se třemi třídami. V obci není kostel, proto je přifařena do Kučerova. Na hlubočanské návsi u potoka stála do roku 1932 barokní rotundová kaple. Na jejím místě byla v roce 1935 postavena kaple nová.
Pro konání kulturních akcí je možné využívat sál, který se nachází v budově obecního úřadu a pohostinství. V obci se dále nachází lidová knihovna, jež má v současnosti cca 2500 svazků.
V obci je sportovní areál, který provozuje Tělovýchovná Jednota Hlubočany, dále jedno antukové hřiště pro volejbal a tenis. Na zatravněném prostranství před vodní nádrží v centru obce se konávají sportovní akce místního dobrovolného hasičského sboru.

## Doprava, průmysl a zemědělství

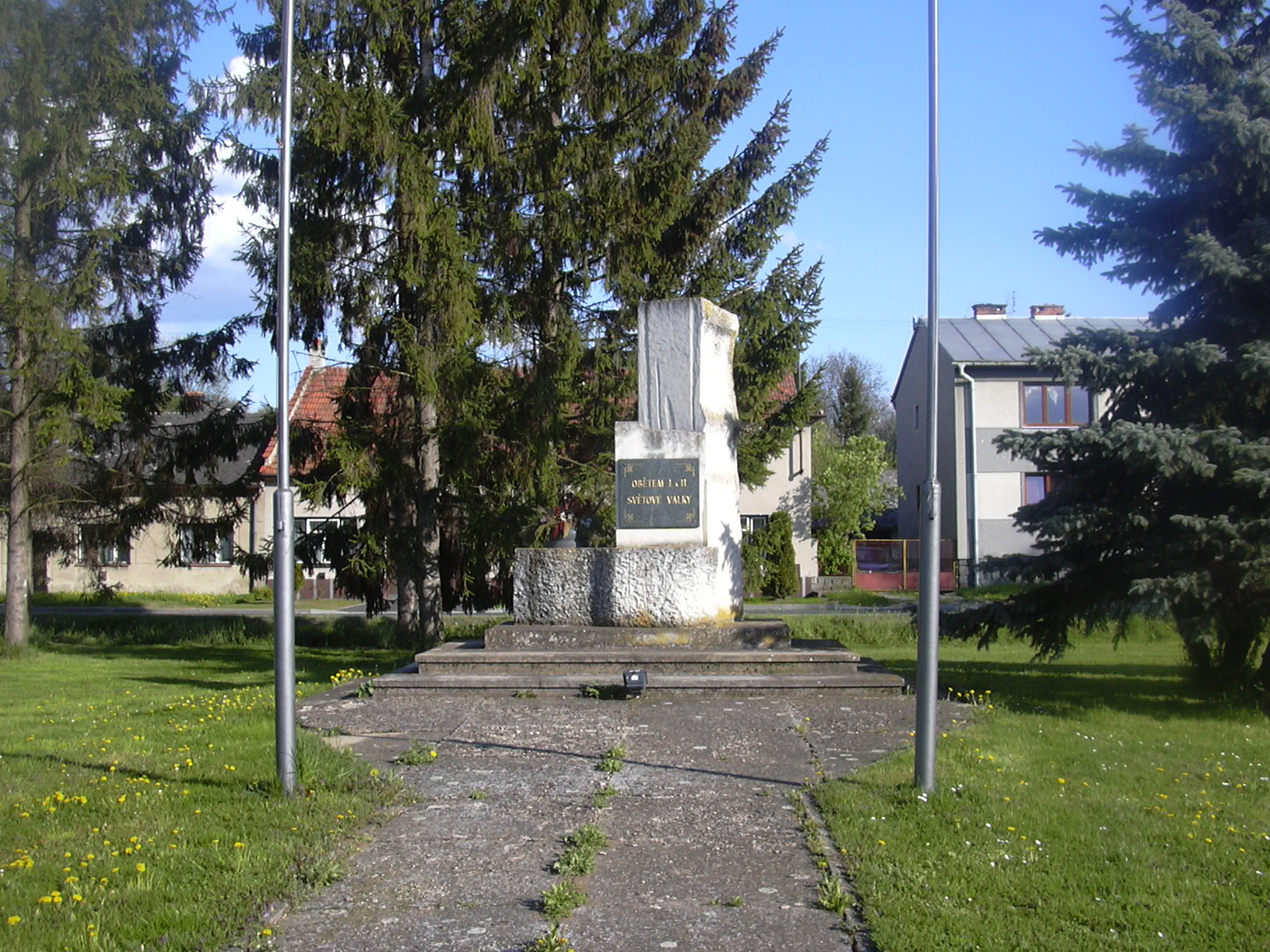
Pomátník obětem válek

V roce 1950 bylo v obci založeno zemědělské družstvo s areálem na severním okraji obce. Velkostatek Starý dvůr byl po znárodnění nejdříve v majetku státního statku, později se stal součástí Jednotného zemědělského družstva. JZD se pak připojilo do velkého celku JZD Rozvoj Rostěnice s výměrou obhospodařovaných polí vyšší než 5000 ha na katastrech 14 obcí. Po roce 1991 se toto JZD transformovalo na Zemědělské obchodní družstvo a. s. Rostěnice.
Dopravní obslužnost je zajištěna silnicí 3. třídy III/4312 (Vyškov – Kučerov – Bohdalice). Po východní hranici katastrálního území prochází silnice 2. třídy II/431 (Vyškov – Bučovice – Ždánice), západní částí území prochází silnice 3. třídy III/4314 (Bohdalice – Rostěnice – Luleč). V obci jsou vybudovány dvě autobusové zastávky. Autobusovou dopravu zajišťují linkové spoje Vyškov–Lysovice, Vyškov–Dobročkovice, Vyškov–Bučovice a Vyškov–Koryčany.
Na katastrálním území Hlubočan se nenacházejí žádné areály průmyslové nebo stavební výroby. Nacházejí se zde jen provozovny drobné výroby, jako je zámečnictví, opravna karosérií, nebo pneuservis.

## Pamětihodnosti

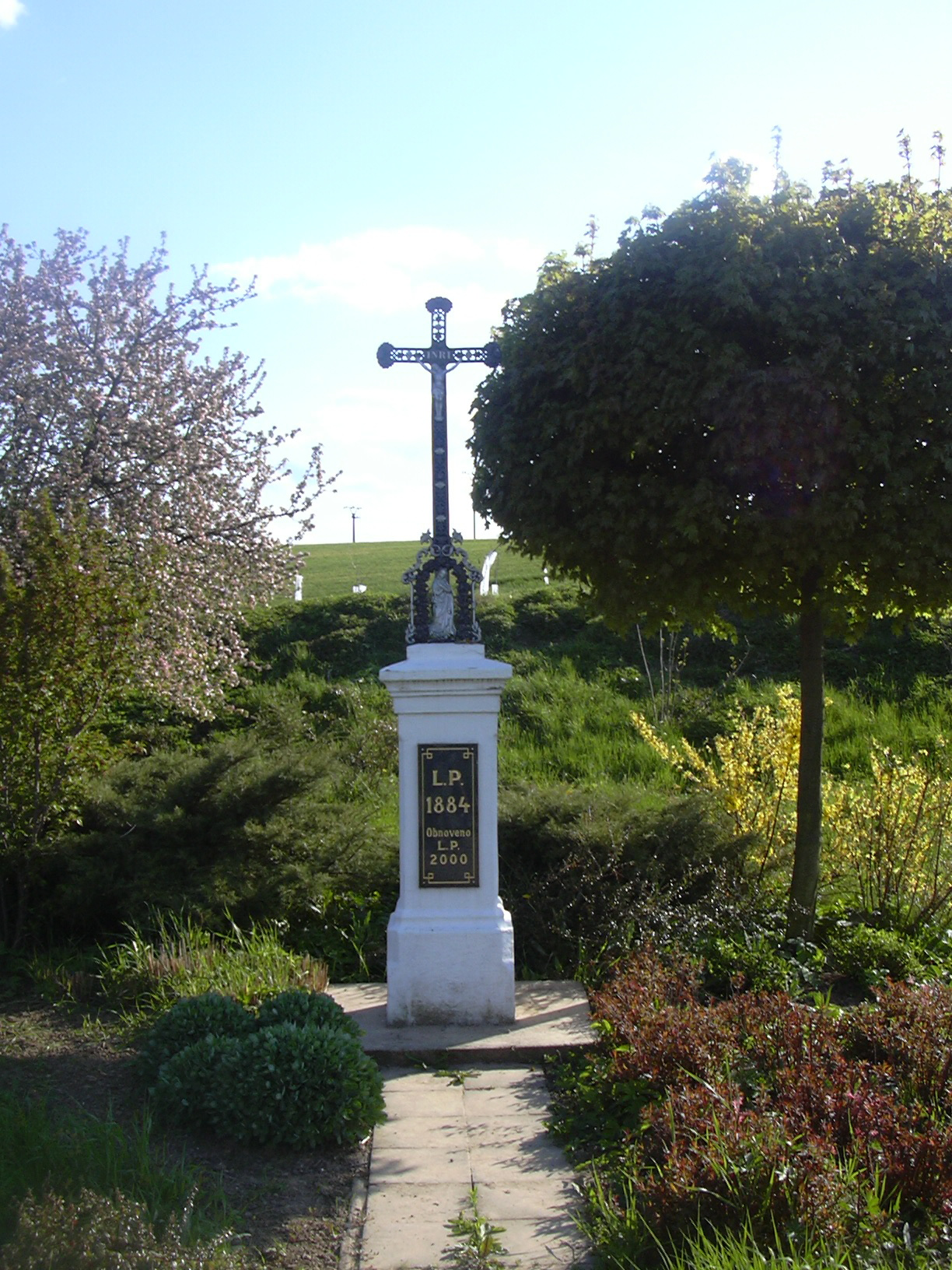
Kříž při silnici na Kučerov

- Kaple svatého Floriána – postavená v roce 1935 pod vedením architekta Dr. Josefa Schuriuse z Hlubočan č. 6 na místě původní rotundové kaple.[18]
- Litinový kříž před kaplí
- Litinový kříž při silnici směrem na Kučerov
- Památník obětem první a druhé světové války
- Rolnická usedlost, dům č. 11 – je zapsána v ústředním seznamu nemovitých kulturních památek[19]

## Region

### Rekreace a cestovní ruch
Obec Hlubočany není kvůli zemědělskému charakteru s velkými plochami polí příliš turisticky atraktivním místem. Přes obec prochází červená turistická značka ze Skalice nad Svitavou až do Starého Města u Uherského Hradiště. V úseku z Vyškova do Bučovic je tato turistická cesta kvůli bezlesému úseku poměrně málo využívaná. Její označník stojí u hlavní křižovatky naproti kaple svatého Floriána

### Mikroregion Větrník
Svazek obcí mikroregionu Větrník byl zaregistrován 20. listopadu 2000 a tvoří jej celkem 8 obcí: Rostěnice-Zvonovice, Bohdalice-Pavlovice, Dražovice, Kučerov, Lysovice, Hlubočany a Tučapy. Předmětem činnosti tohoto svazku obcí je vzájemná rozvojová pomoc při řešení samosprávných, kulturních, environmentálních i hospodářských problémů a získávání finančních prostředků na podporu cestovního ruchu a projektů v regionu. Sídlem svazku obcí byl ustanoven Obecní úřad v Rostěnicích-Zvonovicích.